# Christian Eriksen
Christian Dannemann Eriksen, född 14 februari 1992 i Middelfart, Danmark, är en dansk fotbollsspelare (mittfältare) som senast spelade för Manchester United i Premier League. Han debuterade för Danmarks landslag i mars 2010, och var den yngste spelaren i Världsmästerskapet i fotboll 2010 i Sydafrika.
Eriksen vann Eredivisie med Ajax tre år i rad mellan 2010 och 2013 innan han skrev på för Tottenham Hotspur i augusti 2013.

## Klubbkarriär

### Tidiga åren i Middelfart och Odense
Eriksen började spela fotboll i sin hemstad Middelfart innan han fyllt tre år. År 2005 bytte han till Odense Boldklub (OB) som tävlade i det danska ungdomsmästerskapet. Hans lag förlorade semifinalen mot Brøndby IF, men han utsågs efteråt till "Bästa tekniska spelaren" i turneringen. Följande år vann OB turneringen efter att Eriksen gjort det enda målet i finalen. Efter några bra framträdanden för OB:s U16-lag och senare U19-lag och det danska U17-landslaget började stora europeiska fotbollsklubbar inklusive Chelsea och Barcelona intressera sig för Eriksen. Han provspelade med Barcelona, Chelsea, Real Madrid, Manchester United och Milan, men bestämde sig till slut för att flytta till Ajax med motiveringen: "Mitt första steg bör inte vara för stort. Jag visste att det skulle vara bra för min utveckling att spela i Nederländerna. När sedan Ajax kom var det ett fantastiskt alternativ".

### AFC Ajax

#### Ungdomslag och entré i a-laget
Den 17 oktober 2008 meddelades det att Eriksen hade tecknat ett två och ett halvt års-kontrakt med Amsterdam-baserade Ajax. Övergångssumman som togs emot av OB beräknades till 1 miljon euro. Han arbetade sig igenom ungdomslagen och belönades med en plats i a-laget i januari 2010, där han fick nummer 51. Den 17 januari 2010 gjorde han sin a-lagsdebut i Eredivisie när Ajax mötte NAC Breda. Ajax tränare Martin Jol jämförde honom med Ajaxprodukterna Wesley Sneijder och Rafael van der Vaart och beskrev honom som en spelare med bra speluppfattning i den traditionella "nummer 10"-rollen liksom de två holländska landslagsspelarna och den danska legenden Michael Laudrup, som också spelat för Ajax.

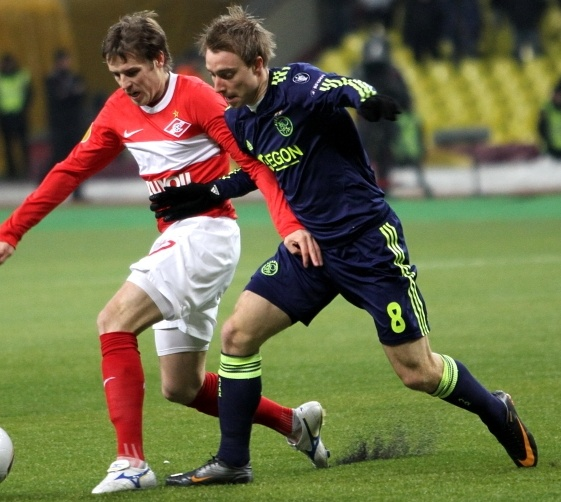
Eriksen i en Europa League-match mot Spartak Moskva

Den 25 mars 2010 gjorde Eriksen sitt första mål för Ajax i en 6-0-seger mot Go Ahead Eagles i KNVB Cup. Den 10 april 2010 förlängde Eriksen sitt kontrakt med Ajax till sommaren 2014, och sa: "Jag kan fortfarande lära sig mycket här, jag är inte klar ännu, och jag hoppas att jag kan betyda mycket för klubben". I slutet av sin första professionella säsong i Ajax hade Eriksen spelat 21 tävlingsmatcher, gjort ett mål och hade gjort sin landslagsdebut för Danmark. Inför sin andra säsong i Ajax a-lag fick Eriksen tröja nummer 8.

#### Genombrott
Eriksen startade säsongen 2010–2011 väl och gjorde sitt första ligamål för Ajax den 29 augusti 2010 i en bortaseger mot De Graafschap. Den 11 november 2010 gjorde Eriksen sitt första mål på Amsterdam Arena i en 3-0-cupseger över BV Veendam. Den 7 december 2010 blev Eriksen utsedd till "Årets talang" i Danmark. Några dagar efter att ha fått denna utmärkelse visade Eriksen återigen sitt värde för Ajax genom att göra det enda målet i en bortamatch mot Vitesse. Den 17 februari 2011 gjorde Eriksen sitt första mål i en europeisk turnering, när Ajax slog Anderlecht med 3-0 i UEFA Europa League. Den 13 mars 2011 gjorde Eriksen ett solomål från mittplan i en 3-1–seger över Willem II.

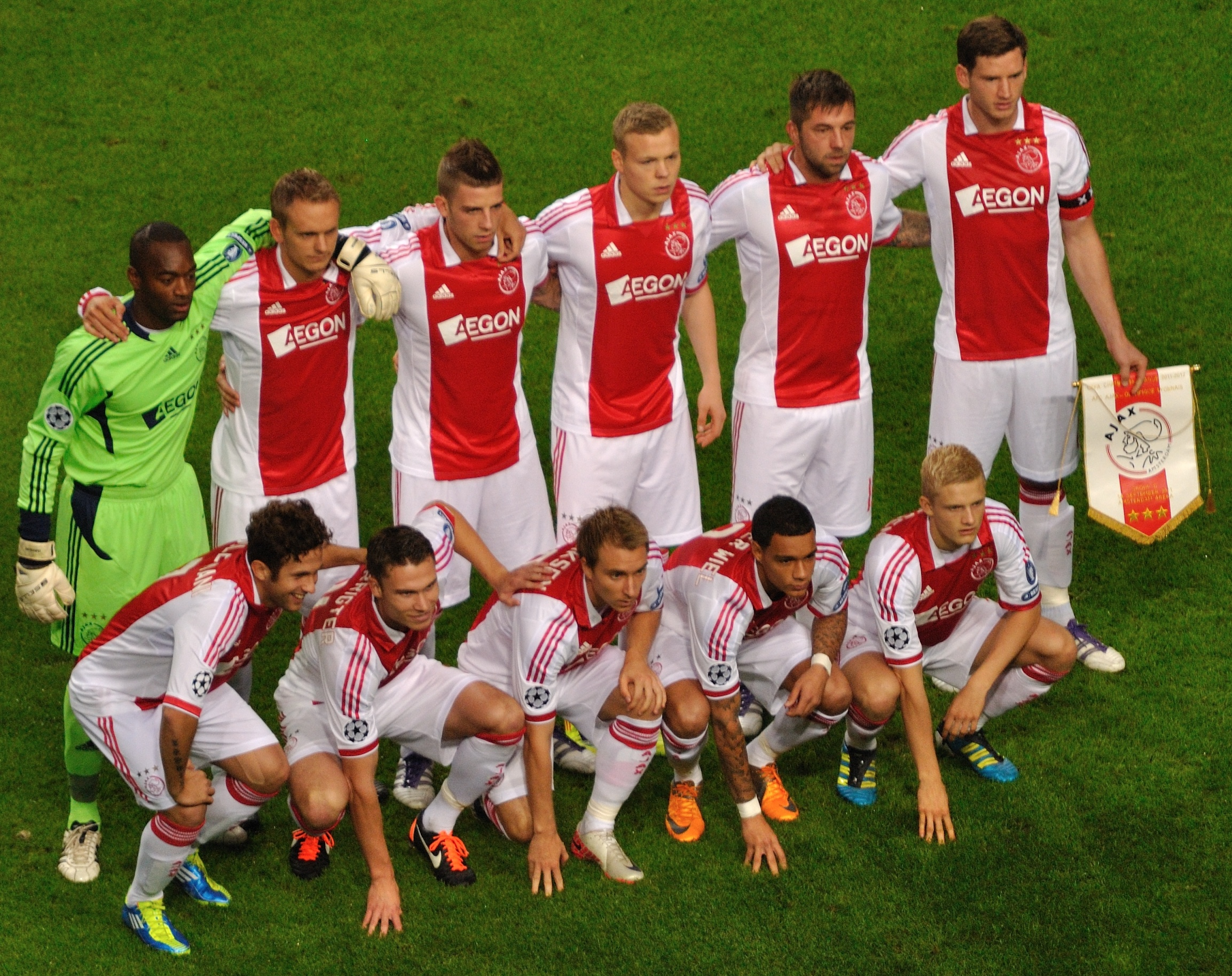
Eriksen med Ajax den 14 september 2011.

Under resten av säsongen blev Eriksen en allt viktigare pjäs för Ajax med sin växande kapacitet som lagets playmaker, vilket gav honom många målgivande passningar. Efter en bra säsong under vilken han utvecklade sig, och tog en obestridd plats i startelvan som vann Eredivisie 2010/2011 (Ajax första ligatitel på sju år), blev han utsedd till årets talang i Ajax. Den 23 maj 2011 utsågs han till årets talang i nederländsk fotboll, den andra danska spelaren att vinna utmärkelsen sedan Jon Dahl Tomasson vann 1996. Eriksen utsågs av en jury under ledning av Johan Cruyff. "Han är en spelare jag verkligen gillar av hela mitt hjärta," lovordade Cruyff Eriksen. "Detta pris är bara början, en stimulans för att få ut maximalt av hans karriär. Talangen finns där, erkännandet likaså; nu är det upp till spelaren själv. Han är en typisk produkt av den danska skolan. Man kan jämföra honom med Brian och Michael Laudrup. Endast tiden kan utvisa om Eriksen kan nå samma nivå som de".

#### Stigande inflytande i truppen
Den 18 oktober 2011 gjorde Eriksen sitt första mål i UEFA Champions League när Ajax slog Dinamo Zagreb med 2-0 i gruppspelet, vilket gjorde honom till den näst yngsta målskytten säsongen 2011–2012. I den andra matchen mot Dinamo Zagreb den 2 november assisterade Eriksen till Gregory van der Wiel och Siem de Jongs mål och var involverad i det tredje målet i en match som Ajax vann med 4-0. Han utsågs till Årets fotbollsspelare i Danmark den 7 november 2011 efter att ha hjälpt Ajax vinna Eredivisie föregående år och väglett landslaget till ett framgångsrikt EM-kval. Efter att ha fått utmärkelsen sade Eriksen,"Jag är oerhört hedrad över att stå här i kväll. Jag förväntade mig inte det, det verkligen betyder mycket för mig. Jag vill tacka mina lagkamrater i landslaget samt mina lagkamrater i Ajax." Efter framgångarna med Eriksens tredje raka Eredivisie-titel säsongen 2012–2013 valde han att inte förnya sitt kontrakt med Ajax, och med ett år kvar på sitt kontrakt tilläts han att söka efter en ny klubb. Efter att ha kommit överens med Premier League-klubben Tottenham Hotspur lämnade Eriksen Ajax efter att ha medverkat i 113 ligamatcher och på dessa gjort 25 mål och 41 målgivande passningar. Han spelade 16 matcher i KNVB Cup, gjorde fyra mål och fyra assist. Han gjorde 30 framträdanden i Champions/Europa League för Ajax, gjorde tre mål och nio assist. Eriksen deltog även i Johan Cruijff Shield tre år i rad.

### Tottenham Hotspur
Den 30 augusti 2013 meddelade Tottenham Hotspur att de hade avslutat övergången av Eriksen från Ajax. Eriksen kom till klubben samma dag som Erik Lamela, från Roma, och Vlad Chiricheș som anslöt som från Steaua Bucureşti.
Den 14 september 2013 gjorde han sin Premier League-debut mot Norwich City, i vilken han gav en målgivande passning för Gylfi Sigurðsson. Tottenhams tränare André Villas-Boas kommenterade:"Det var en bra debut för Christian, han är en riktig nummer 10, en kreativ spelare och hans individuella kvalitet gjorde stor skillnad."
Den 19 september 2013 gjorde Eriksen sitt första mål för Tottenham i en 3-0–vinst över Tromsø IL i Europa League. Han utökade sedan sitt målkonto med ett mål på en frispark mot West Bromwich Albion på annandag jul 2013, och Tottenhams andra målet i Spurs 2-1-vinst mot Manchester United den 1 januari 2014. Den 23 mars, efter mål från Jay Rodriguez och Adam Lallana som gett Southampton en tvåmålsledning mot Tottenham på St Mary's Stadium, gjorde Eriksen två mål och assisterade sedan till Gylfi Sigurðssons matchvinnande mål. Den 12 april 2014 kvitterade Eriksen på stopptid efter att Spurs hämtat ikapp ett tremålsunderläge mot West Bromwich Albion.

### Inter
Den 28 januari 2020 värvades Eriksen av italienska Inter, där han skrev på ett 4,5-årskontrakt.

### Brentford
Den 31 januari 2022 blev Eriksen klar för Premier League-klubben Brentford, där han skrev på ett kontrakt över resten av säsongen 2021/2022 med option på förlängning.

### Manchester United
Den 15 juli 2022 värvades Eriksen på fri transfer av Manchester United, där han skrev på ett treårskontrakt.

## Landslagskarriär

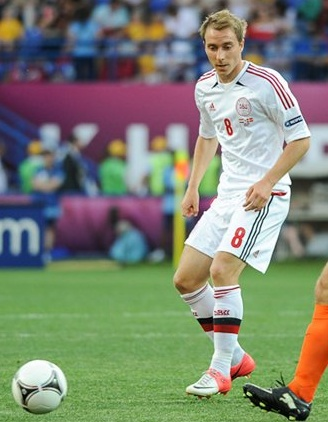
Eriksen med Danmark i EM 2012

### Ungdomsspel
Eriksen kallades upp till Danmarks U17-landslag i juli 2007, och imponerade i sin debut för laget den 31 juli. År 2008 gjorde han 9 mål på 16 matcher för U17-landslaget, och utsågs till Årets unga spelare av Dansk Boldspil-Union. Han var också en av fyra nominerade till 2008 års Årets talang, som vanns av Mathias Jørgensen. Han spelade 27 matcher för U17-landslaget till februari 2009. Han spelade totalt 8 matcher för U18- och U19-landslagen under 2009. Eriksen kallades också upp till den danska U21-truppen till EM i Danmark under 2011 där Danmark deltog i gruppspelet. Eriksen gjorde ett mål mot Vitryssland.

### A-landslag
Eriksen blev uppkallad till A-landslaget för första gången i februari 2010, och gjorde debut i en vänskapsmatch mot Österrike i mars, och blev då Danmarks fjärde yngsta spelare i landslaget någonsin samt den yngsta debutanten sedan Michael Laudrup.
Den 28 maj 2010 meddelade Danmarks förbundskapten Morten Olsen att Eriksen skulle vara en del av den slutliga truppen på 23 spelare i Fotbolls-VM i Sydafrika. Han var den yngsta spelaren i turneringen. I turneringen spelade Eriksen spelade två matcher, mot Nederländerna och Japan, men Danmark kvalificerade sig inte för fortsatt spel efter gruppspelet.
Den 9 februari 2011, i en 1-2-förlust hemma mot England, blev Eriksen utsedd till matchens lirare och många, inklusive Chelseas Frank Lampard, Manchester Uniteds Rio Ferdinand,, förbundskapten Morten Olsen och flera medieexperter i Danmark och England, lovordade hans prestation. Den 4 juni 2011 gjorde Eriksen sitt första landslagsmål när Danmark mötte Island i EM-kvalet 2012. Han blev därmed den yngsta danska spelaren någonsin att göra mål i europeiskt kvalspel, 9 dagar yngre än Michael Laudrup när han gjorde sitt första mål 1983.

### Kollapsen i EM 2020
Den 12 juni 2021 spelade Danmark och Finland sin första match i Europamästerskapet i fotboll 2020 på Parken i Köpenhamn. I den 42:a minuten kollapsade Eriksen på planen varpå hjärt- och lungräddning påbörjades av läkare. Uefa meddelade kort därefter att matchen var avbruten men när det stod klart att Eriksen var vaken och förd till sjukhus kom den åter i gång, efter det att både Danmark och Finland sagt sig vilja fortsätta spela. De danska spelarna hade också haft ett samtal med Eriksen från sjukhuset vilket gjorde spelarna säkra på att det var rätt beslut att spela klart matchen. Efter händelsen framkom viss kritik mot att TV-sändningen visat bilder på en medvetslös Eriksen. Matchen slutade 1–0 till Finland.
Dagen därpå bekräftade den danska landslagsläkaren Morten Boesen att det var ett hjärtstopp som drabbat Eriksen, som blev inlagd på Rigshospitalet i Köpenhamn i sex dagar för undersökningar och till slut fick en implanterbar defibrillator, ICD, inopererad.

## Sponsor
Under 2012 undertecknade Eriksen en sponsoraffär med Nike. Han medverkade i en annons för nya Nike Green Speed II tillsammans med Raheem Sterling, Stephan El Shaarawy, Mario Götze, Eden Hazard och Theo Walcott i november 2012.

## Privatliv
Eriksen är tillsammans med Sabrina Kvist Jensen. Tillsammans har de två barn. Hans syster Louise Eriksen spelar fotboll i KoldingQ i danska Elitedivisionen för damer.

## Spelarstatistik

### Klubblag
Aktuell per den 22 oktober 2015.
| Lag               | Säsong     | Liga           | Liga    | Liga | Nationell Cup | Nationell Cup | Liga-cup | Liga-cup | Europa-spel1 | Europa-spel1 | Övrigt2 | Övrigt2 | Totalt  | Totalt |
| Lag               | Säsong     | Division       | Matcher | Mål  | Matcher       | Mål           |          | Matcher  | Mål          | Matcher      | Mål     |         | Matcher | Mål    |
| ----------------- | ---------- | -------------- | ------- | ---- | ------------- | ------------- | -------- | -------- | ------------ | ------------ | ------- | ------- | ------- | ------ |
| Ajax              | 2009–10    | Eredivisie     | 15      | 0    | 4             | 1             | —        | —        | 2            | 0            | —       | —       | 21      | 1      |
| Ajax              | 2010–11    | Eredivisie     | 28      | 6    | 6             | 1             | —        | —        | 12           | 1            | 1       | 0       | 47      | 8      |
| Ajax              | 2011–12    | Eredivisie     | 33      | 7    | 2             | 0             | —        | —        | 8            | 1            | 1       | 0       | 44      | 8      |
| Ajax              | 2012–13    | Eredivisie     | 33      | 10   | 4             | 2             | —        | —        | 8            | 1            | —       | —       | 45      | 13     |
| Ajax              | 2013–14    | Eredivisie     | 4       | 2    | 0             | 0             | —        | —        | 0            | 0            | 1       | 0       | 5       | 2      |
| Ajax              | Totalt     | Totalt         | 113     | 25   | 16            | 4             | —        | —        | 30           | 3            | 3       | 0       | 162     | 32     |
| Tottenham Hotspur | 2013–14    | Premier League | 25      | 7    | 1             | 0             | 1        | 0        | 9            | 3            | —       | —       | 36      | 10     |
| Tottenham Hotspur | 2014–15    | Premier League | 38      | 10   | 2             | 0             | 4        | 2        | 4            | 0            | —       | —       | 48      | 12     |
| Tottenham Hotspur | 2015–16    | Premier League | 5       | 2    | 1             | 0             | 0        | 0        | 2            | 1            | —       | —       | 8       | 3      |
| Tottenham Hotspur | Totalt     | Totalt         | 68      | 19   | 4             | 0             | 5        | 2        | 15           | 4            | —       | —       | 92      | 25     |
| Totalsumma        | Totalsumma | Totalsumma     | 181     | 44   | 20            | 4             | 5        | 2        | 45           | 7            | 3       | 0       | 254     | 57     |

1 Inkluderar UEFA Champions League- och UEFA Europa League-matcher.
2 Inkluderar Johan Cruijff Shield-matcher.

### Landslag
| Danmarks landslag | Danmarks landslag | Danmarks landslag |
| År                | Matcher           | Mål               |
| ----------------- | ----------------- | ----------------- |
| 2010              | 10                | 0                 |
| 2011              | 10                | 2                 |
| 2012              | 11                | 0                 |
| 2013              | 11                | 2                 |
| 2014              | 7                 | 1                 |
| 2015              | 8                 | 1                 |
| 2016              | 9                 | 6                 |
| 2017              | 9                 | 9                 |
| 2018              | 10                | 4                 |
| 2019              | 10                | 6                 |
| 2020              | 8                 | 5                 |
| 2021              | 6                 | 0                 |
| 2022              | 8                 | 3                 |
| Totalt            | 117               | 39                |

## Meriter

### Klubb
- Eredivisie (3): 2010-11, 2011-12, 2012-13
- KNVB Cup (1): 2009-10
- Johan Cruijff Schaal (1): 2013
- Serie A (1): 2020-21
- Engelska Ligacupen (1): 2022-23

### Individuellt
- Årets talang i Danmarks U17 (1): 2008
- Årets talang i Ajax (1): 2011
- Johan Cruijff Award (Årets talang i Nederländerna) (1): 2011
- Årets fotbollsspelare i Danmark (4): 2013, 2014, 2015, 2018